# Château de Fourg
Le château de Fourg est un château, inscrit au titre des monuments historiques, situé sur la commune de Fourg dans le département français du Doubs.

## Localisation
Le château est situé au centre du village de Fourg, village situé entre Besançon et Arc-et-Senans.

## Histoire
Une première demeure seigneuriale est édifiée au moment de la conquête de la Franche-Comté par Louis XIV, soit vers la fin du XVIe siècle par François Faton. Il est ensuite remanié vers les années 1770.
A la fin du XXe siècle, le château est le siège de la fondation Marcelle et Robert de Lacour, créée par Marcelle de Lacour, claveciniste de renom. 
Le château bénéficie d'une inscription au titre des monuments historiques depuis le 9 septembre 1998.

## Description
Le domaine se compose d'un parc et de l'ensemble des bâtiments. Le corps de logis s'élève sur deux étages, en plan en U ; un portail ferme la cour intérieure.